# Paracentrobia lutea
Paracentrobia lutea is een vliesvleugelig insect uit de familie Trichogrammatidae. De wetenschappelijke naam is voor het eerst geldig gepubliceerd in 1914 door Fullaway.